# Ankarinarivo Manirisoa
Ankarinarivo Manirisoa est une commune rurale malgache située dans la partie centre-est de la région de la Haute Matsiatra.